# Conservatorio Santissima Annunziata
Il Conservatorio Santissima Annunziata è una istituzione storica della città di Empoli.
Nato nel 1638 come Monastero di clausura, dell'ordine delle Domenicane, comprende ora una scuola primaria, una scuola media (scuola secondaria di primo grado), un Liceo linguistico e un Liceo scientifico bilingue. 

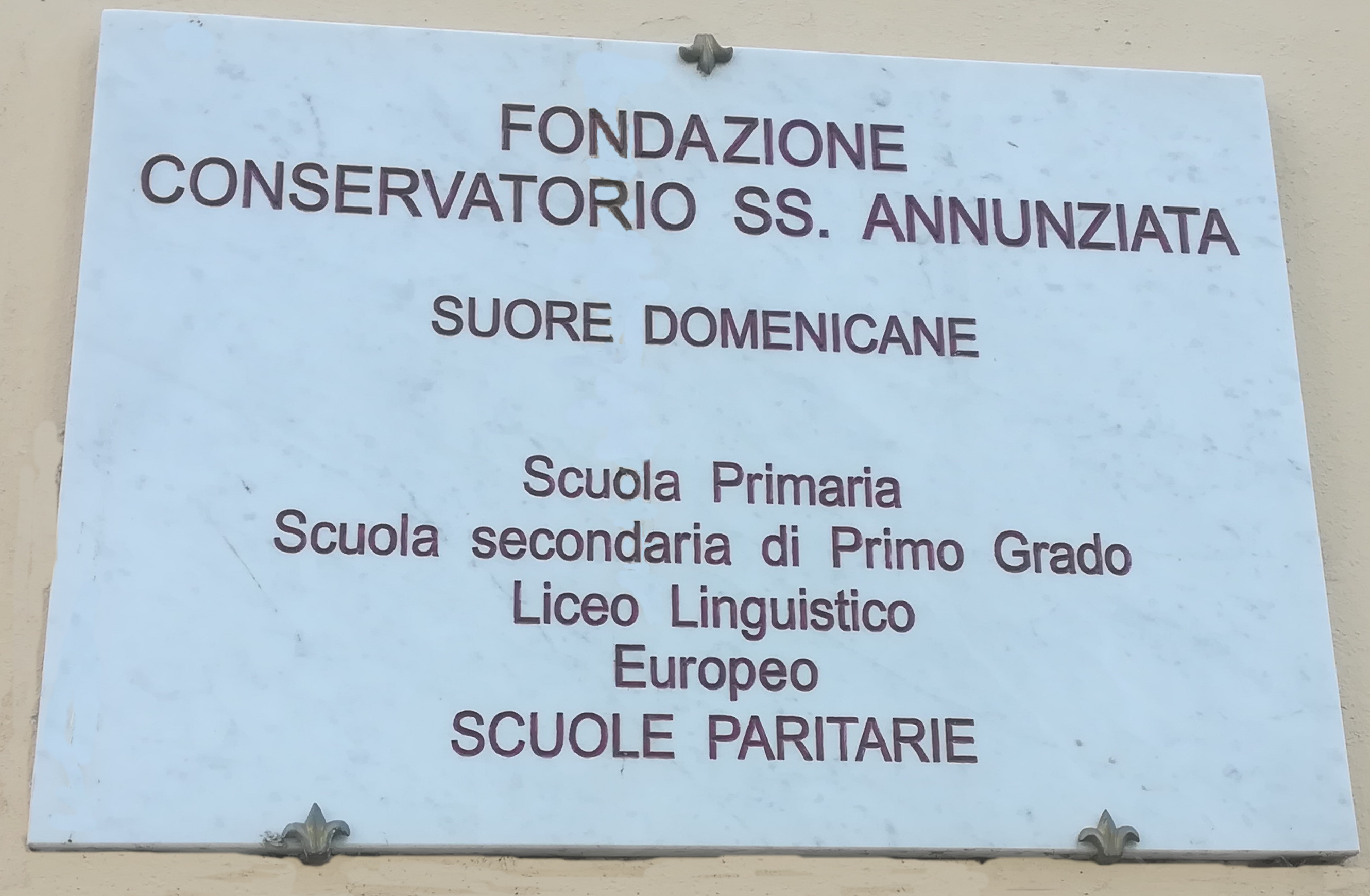
Conservatorio Santissima Annunziata, entrata principale in via Chiara 76

## Struttura

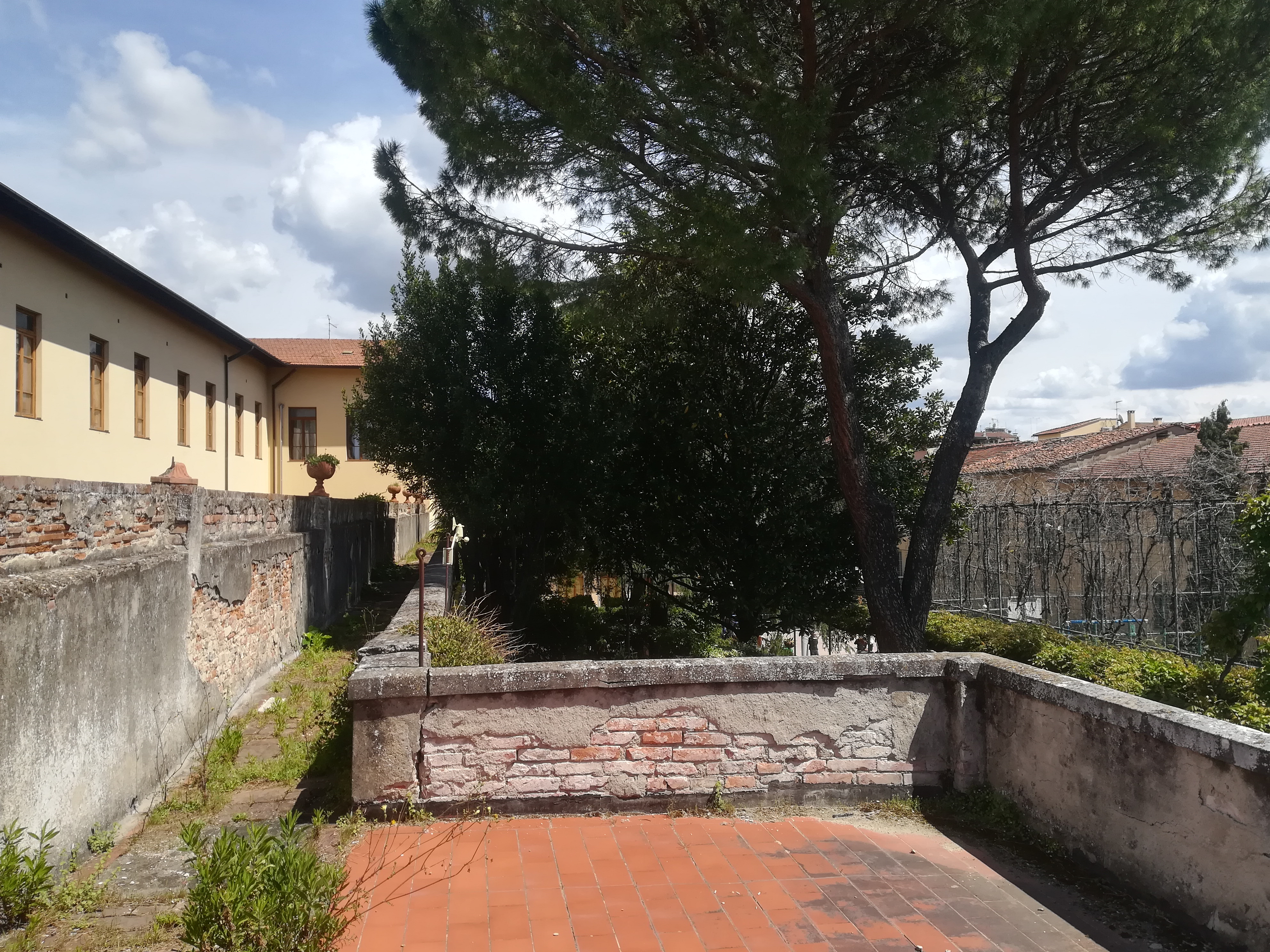
Mura del Conservatorio

Il Conservatorio Santissima Annunziata è racchiuso a nord-ovest dalle antiche mura castellane di Empoli, a sud da via Chiara, a est da via Giovanni Marchetti.
L'entrata principale si trova in via Chiara. 

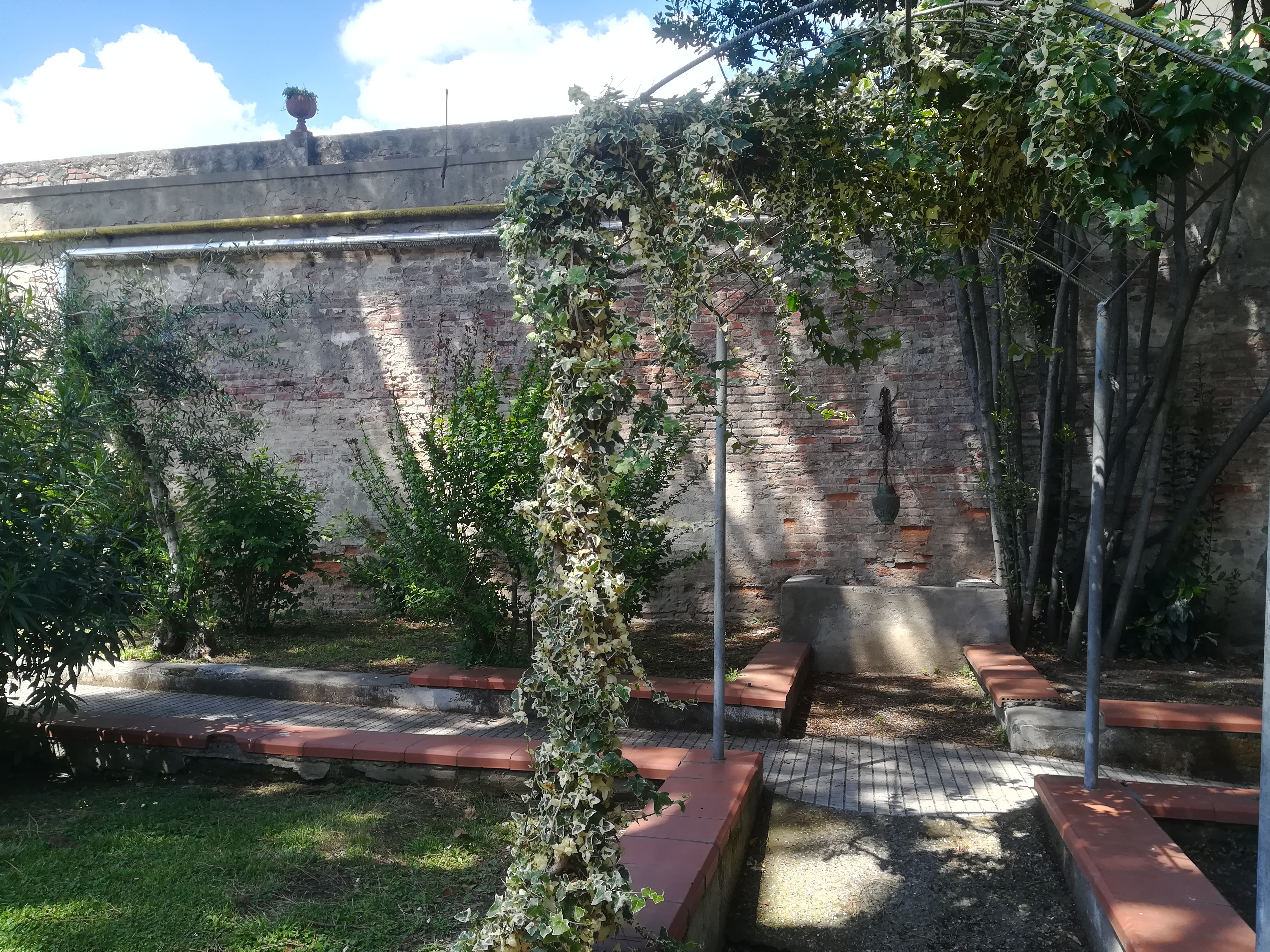
La parte più antica del giardino. Il pozzo è chiuso.

Al centro del complesso si trova il giardino, che ospita un campo da pallacanestro, un campo da calcio e uno spazio dedicato al calcio balilla. Le mura sono raggiungibili dal giardino.

## Storia

### Il Seicento
La costruzione del Monastero ebbe inizio il 23 ottobre 1629 grazie a donazioni da parte dei cittadini empolesi. I lavori furono però rallentati da un'epidemia di peste, durata dal 1630 fino al 1633. Il Monastero venne quindi inaugurato solo il 21 novembre 1638, con un'importante processione che ebbe inizio dalla chiesa di Santo Stefano agli Agostiniani nel centro della città, passò davanti alla Collegiata e si concluse alla chiesa costruita all'interno del Monastero nuovo.
Le monache fondatrici furono: 
- suor Cecilia Berti, la prima "Abbatessa"
- suor Anna Maria Del Bianco, "maestra delle novizie"
- suor Ottavia Angela, al secolo Caterina Arditi, figura di spicco nel panorama fiorentino di quell'epoca.

Al momento della fondazione altre otto suore presero il velo e iniziarono la loro vita religiosa.
Il Monastero venne concepito come un luogo di amore e preghiera a Dio, ma sin dalla sua nascita prese sotto le sue cure varie ragazze affinché ricevessero un'educazione adatta a una "vita matrimoniale saggia, concreta e pia".

### Il Settecento
Il Settecento fu un secolo di ampliamento per il Monastero, che grazie alla sua fama ricevette molte donazioni dagli abitanti empolesi.
Alla fine del secolo gli "editti di Pietro Leopoldo", chiamati anche il Codice Leopoldino, emanati il 30 ottobre 1784, cambiarono la quotidianità dei monasteri toscani, dei conventi maschili e delle compagnie e congregazioni laiche. Questo «fu un processo attuato per gradi con editti che riguardarono separatamente gli ordini religiosi, i conventi maschili, i monasteri femminili, le compagnie e le congregazioni laiche». Venne proibita l'accettazione delle doti da parte delle famiglie delle future suore, favorendo le donazioni agli ospedali e ai poveri; inoltre, venne creato l'"Istituto del Patrimonio Ecclesiastico", che aveva il compito di gestire le rendite e i patrimoni degli enti religiosi.
Il 13 agosto 1785 venne poi istituita dal Granduca Ferdinando III di Toscana la "vita comune perfetta", un modo di vivere che impose ai monasteri di clausura o di chiudere oppure di diventare a tutti gli effetti Conservatori dediti all'educazione dei giovani di qualsiasi classe sociale. Vista la fama della Santissima Annunziata, questa diventò un Conservatorio femminile e solo poche suore che avevano professato i "sacri voti" mantennero la clausura.
Alla fine del Settecento la vita all'interno del luogo religioso cambiò radicalmente in favore dell'educazione delle giovinette: 
- vennero ampliati gli spazi esterni dedicati allo svago delle educande
- vennero aperte le antiche mura empolesi che delineavano (e delineano tuttora) il Monastero affinché le ragazze potessero passeggiarvi. Prima di allora le mura erano aperte esclusivamente alle suore.
- venne creato una "café house"[5].

### L'Ottocento
Nei primi anni del secolo le monache della Santissima Annunziata riuscirono per un breve periodo a tornare un Conservatorio di clausura, anche se al tempo stesso mantennero la deroga di istruzione per le giovani.
Negli anni successivi, l'annessione della Toscana al Primo impero francese portò diverse conseguenze nella gestione del Monastero. Il 24 marzo 1808 venne infatti promulgato l'ordine di sopprimere i monasteri che non avessero nessuna utilità sociale. In base a quell'ordine, furono soppressi 450 conventi. Anche la clausura della Santissima Annunziata fu nuovamente chiusa, ma la scuola ormai radicata all'interno permise la continuazione dell'attività di Conservatorio.
Il 29 maggio dello stesso anno venne inoltre messo in atto il Decreto di Dauchy, per cui il Monastero venne spogliato dei beni immobili.
Con l'Unione del Regno d'Italia l'amministrazione della scuola passò poi alle dirette direzioni del Ministro della pubblica istruzione, il quale provvide ad un ampliamento e rimodernamento della scuola stessa. Venne istituita una nuova classe e vennero comprate panche e attrezzature nuove.
Nel 1882 furono attuate opere di restauro e venne installato l'impianto di acqua corrente. Inoltre, nell'ottobre del 1899 venne aperto il semiconvitto

### Il Novecento
All'inizio del Novecento le scuole all'interno del Conservatorio erano due: la scuola elementare e la scuola Magistrale. La scuola elementare era detta "a sgravio", ovvero era una scuola pubblica non statale gestita da un ente privato, cioè le suore. Inoltre fu ampliata una parte della scuola femminile già presente all'interno del Conservatorio, inaugurata il 28 ottobre 1933.
Gli anni prima dello scoppio della seconda guerra mondiale (1932-1939) furono prosperi per la Santissima Annunziata. Con l'entrata in guerra dell'Italia nel giugno 1940, tuttavia, la guerra si fece sentire subito anche a Empoli. Il primo allarme aereo, che le monache hanno trascritto nel "Libro dei ricordi, volume B", risale infatti al luglio 1940. Dopo quella data ci furono altri allarmi e bombardamenti da parte degli Alleati. Inoltre, quando fu istituito un ospedale militare in una scuola maschile ad Empoli, gli allievi di quest'ultima furono trasferiti al Conservatorio, che fu trasformato in una scuola femminile alla mattina e maschile la sera.
Il 26 dicembre 1943 ci fu il più grave bombardamento della città, che portò 123 morti e altrettanti feriti. In quell'occasione le suore diedero ospitalità a orfanelle e a donne bisognose, mentre permisero alle consorelle più timorose di rifugiarsi lontano dalla città, in un monastero di San Miniato. Un altro bombardamento avvenne il 18 gennaio 1944 e colpì la Santissima Annunziata, distruggendone buona parte. A quel punto il Conservatorio fu abbandonato ad eccezione di suor Gertrude Muscardo ed altre due suore che restarono per far da guardia. Le altre suore furono mandate a San Miniato, a Firenze, a Prato e a Trefiano (Carmignano). Il 30 giugno 1944, il Convento fu perquisito da alcuni militari tedeschi. Ci furono altri due bombardamenti, tra il 2 e il 7 luglio dello stesso anno, che costrinsero anche le ultime tre suore rimaste ad abbandonare il luogo, successivamente razziato da inglesi e tedeschi.
Tra il 10 e l'11 agosto 1944, la seconda divisione neozelandese liberò la città dai tedeschi. Dal 14 settembre le suore cominciarono a tornare nel Monastero. Il 9 ottobre furono riaperte le scuole, arrangiando alcune stanze ancora intatte.
La ricostruzione dell'edificio fu completata solo il 23 febbraio 1958.

## La scuola
Poco dopo la sua fondazione il Monastero iniziò ad ospitare ragazze di buona famiglia affinché venissero educate ad una "vita matrimoniale saggia, concreta e pia".
Veniva insegnato a leggere, scrivere, cucire, tessere, ricamare, cantare. 
Le famiglie donavano al convento cospicue doti e passavano loro i soldi per gli alimenti affinché venisse offerto alle figlie un convitto.
Nel '600 il numero delle allieve variava tra le sei e le sette. Venivano ospitate ragazze di tutte le età.
Solo nel 1785, dopo l'editto del Granduca Pietro Leopoldo, il Monastero divenne un Conservatorio adibito all'educazione di ragazze povere e ricche.
Il 15 gennaio 1787 il Conservatorio aprì ufficialmente la Scuola pubblica femminile Santissima Annunziata.
Nell'800, durante il Granducato di Elisa Bonaparte Baciocchi, la scuola fu modernizzata e ampliata: vennero donati banchi, lavagne e libri. Inoltre venne ampliato il dormitorio per le educande ed aumentato il numero di aule.
Nel 1877 fu emanata la Legge Coppino. Le classi delle elementari diventarono 5: i primi tre anni erano obbligatori mentre gli ultimi due vennero chiamati "corsi superiori". Nei primi tre anni venivano insegnate la grammatica e l'aritmetica, la geografia, la storia e "le vicende che nei tempi a noi più vicini fecero di province divise ed oppresse un solo e grande paese". Le scuole inoltre usavano un metodo di apprendimento pratico in cui si faceva uso di sperimentazioni ed esperienze in prima persona.
In questi anni il Conservatorio istituì anche un corso complementare dedicato alle ragazze di buona famiglia nel quale venivano insegnate la letteratura italiana, l'aritmetica più avanzata, il disegno, la storia italiana dalla sua antichità fino a quella moderna, la geografia internazionale, le scienze naturali, la morale, i lavori femminili, la ginnastica, la musica, la pittura e il francese.
Nel 1899, la scuola istituì il "semiconvitto… così da consentire alle alunne esterne di potersi istruire insieme alle educande".
Con l'avvento di Benito Mussolini e la Riforma Gentile (1923) la scuola venne indirizzata soprattutto verso studi umanistici. La parificazione delle scuole cattoliche permise loro di rilasciare un diploma equivalente a quello rilasciato dalle scuole statali; nel Conservatorio, le classi complementari dedicate alle ragazze più abbienti furono trasformate in classi magistrali e vennero parificate nel 1926, mentre quelle elementari furono parificate nel 1928.
Il 28 ottobre 1933 la scuola acquistò l'ala che si affaccia sull'attuale piazza Matteotti e la dedicò alle classi elementari. L'edificio, insieme alla chiesa connessa al Conservatorio, fu distrutto dai tedeschi nel 1944 e fu ricostruito nel 1958. Durante questo periodo di crisi, però, non venne interrotta, se non per alcuni mesi, l'educazione delle fanciulle.
Nel 1972 venne chiuso il dormitorio per le educande perché gli spostamenti erano divenuti più facili e rapidi. Restarono però attivi sia il semiconvitto che il doposcuola.
Nel 1984 fu aperta la prima classe del Liceo Linguistico, che affiancò l'Istituto Magistrale. Inoltre, sempre in questo periodo, la scuola venne aperta anche ai maschi.
Il 3 febbraio 2006 la legge n. 27 ha trasformato il Conservatorio in una fondazione cattolica di diritto privato. Ciò ha permesso alla Santissima Annunziata di focalizzare i propri interessi esclusivamente sull'istruzione e sulla cultura. Inoltre le ha dato autonomia per quanto riguarda la gestione del patrimonio storico e architettonico.

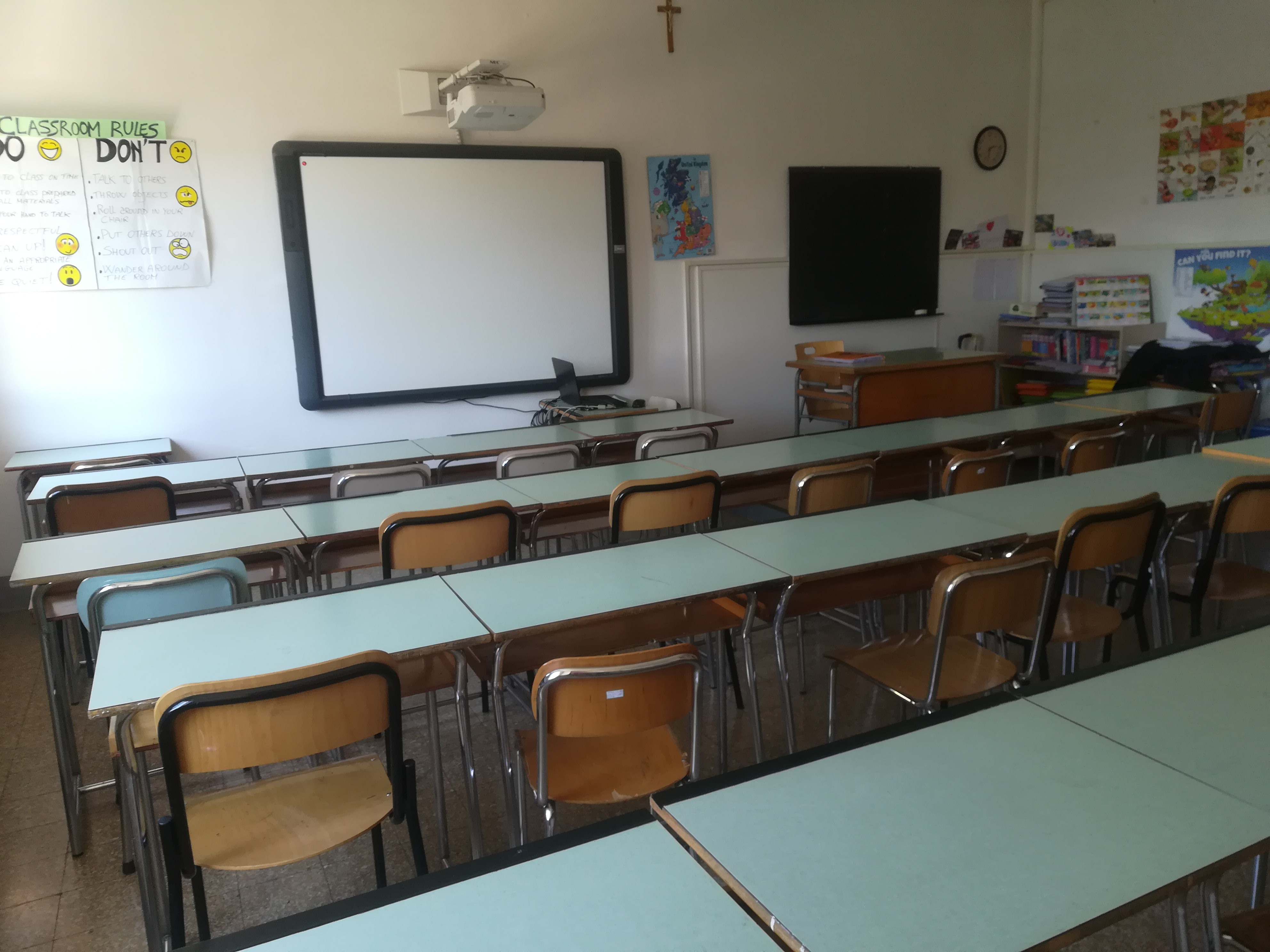
La classe di inglese della scuola primaria

Nel 2019, le scuole aperte nel Conservatorio Santissima Annunziata sono: 
- la scuola primaria
- la scuola secondaria di primo grado
- il Liceo linguistico europeo
- il Liceo scientifico bilingue

### Organi organizzativi
La fondazione Conservatorio Santissima Annunziata è diretta da: 
- un consiglio di indirizzo, nominato ogni cinque anni, che ha il compito di prendere decisioni sulla scuola in base alle necessità di questa
- un consiglio di amministrazione, composto da cinque membri, che provvede alla gestione del patrimonio e agli investimenti
- un dirigente scolastico, che si occupa dell'istruzione data all'interno della scuola e viene nominato dal consiglio di amministrazione
- il corpo docente, composto dagli insegnanti
- il personale non docente

Attualmente il presidente della fondazione è il dott. Fabio Fabbri, mentre la dirigente scolastico del liceo è la professoressa Anna Maria Zalli, della scuola secondaria primo grado la professoressa Lorella Mancini e la coordinatrice della scuola primaria è la professoressa Caterina Tofanelli.